# 301 (tal)
301 är det naturliga talet som följer 300 och som följs av 302.

## Inom vetenskapen
- 301 Bavaria, en asteroid.

## Inom matematiken
- 301 är ett udda tal
- 301 är ett sammansatt tal
- 301 är ett defekt tal
- 301 är ett hyperperfekt tal
- 301 är ett Hilberttal
- 301 är ett hexadekagontal